# Minettia tubifer
Minettia tubifer är en tvåvingeart som först beskrevs av Johann Wilhelm Meigen 1826.  Minettia tubifer ingår i släktet Minettia och familjen lövflugor. Inga underarter finns listade i Catalogue of Life.